# Brachionycha perfusca
Brachionycha perfusca là một loài bướm đêm trong họ Noctuidae.